# Сергеј Новиков (математичар)
Сергеј Петрович Новиков (рус. Серге́й Петро́вич Но́виков; Нижњи Новгород, 20. март 1938 — 6. јун 2024) био је руски математичар и академик, инострани члан Српске академије науке и уметности, у Одељењу природно-математичких наука од 15. децембра 1988. године и Одељења за математику, физику и гео-науке од 28. маја 1998. године. Познат је по раду у алгебарској топологији.

## Биографија
Новиков је рођен 20. марта 1938. године у Нижњем Новгороду, у породици талентованих математичара. Његов отац Петар Новиков, као и мајка Људмила Келдиш и ујак Мстислав Келдиш били су значајни математичари. Завршио је основне студије на Московском државном универзитету Ломоносов 1960, кандидатску дисертацију 1964. и докторат 1965. године. Радио је као руководилац на Институту теоријске физике Ланау од 1971. године, на Одељењу за геометрију и топологију Математичког института РАН од 1983. године и као професор Универзитета у Мериленду од 1996. године.
Редовни је члан Академије наука Совијетског Савеза од 1981. године, Националне академије наука САД од 1994. године и Понтификалне академије наука од 1996. године. Добитник је почасног доктората Универзитета у Атини и Универзитета у Тел Авиву, Лењинове награде 1967. године, Филдсове медаље 1970. године, када му није било дозвољено да отпутује у Ницу да је прими али ју је добио наредне године када се састала Међународна математичка унија у Москви, награде Николаја Лобачевског 1981. године и награде Волф 2005. године за допринос алгебарској топологији и математичкој физици.
Један је од једанаест математичара који су добили Филдсову медаљу и награду Волф. Примио је Ломоносовљеву златну медаљу Руске академије наука 2020. године.

## Одабрана дела
- Novikov, S. P.; Fomenko, A. T. (1990). Basic Elements of Differential Geometry and Topology. Mathematics and Its Applications. 60. Dordrecht: Springer Netherlands. ISBN 978-90-481-4080-0. doi:10.1007/978-94-015-7895-0.
- Novikov, S. P.; Manakov, S. V.; Pitaevskii, L. P.; Zakharov, V. E. (1984). Theory of solitons: the inverse scattering method. New York: Consultants Bureau. ISBN 0-306-10977-8. OCLC 10071941.
- with Dubrovin and Fomenko: Modern geometry- methods and applications, Vol.1-3, Springer, Graduate Texts in Mathematics (originally 1984, 1988, 1990, V.1 The geometry of surfaces and transformation groups, V.2 The geometry and topology of manifolds, V.3 Introduction to homology theory)
- Topics in Topology and mathematical physics, AMS (American Mathematical Society) 1995
- Integrable systems - selected papers, Cambridge University Press 1981 (London Math. Society Lecture notes)
- Novikov, S. P.; Taimanov, I. A. (2007). Topological Library: Part 1: Cobordisms and Their Applications. Series on Knots and Everything (на језику: енглески). 39. Превод: Manturov, V. O. World Scientific. ISBN 978-981-270-559-4. doi:10.1142/6379.
- with V. I. Arnold as editor and co-author: Dynamical systems, 1994, Encyclopedia of mathematical sciences, Springer
- Topology I: general survey, V. 12 of Topology Series of Encyclopedia of mathematical sciences, Springer 1996; 2013 edition
- Solitons and geometry, Cambridge 1994
- Као уредник, са Buchstaber: Solitons, geometry and topology: on the crossroads, AMS, 1997
- with Dubrovin and Krichever: Topological and Algebraic Geometry Methods in contemporary mathematical physics V.2, Cambridge
- Novikov, S. P. (1994). „My generation in mathematics”. Russian Mathematical Surveys. 49 (6): 1—4. Bibcode:1994RuMaS..49....1N. doi:10.1070/RM1994v049n06ABEH002446.